# Атилиу-Вивакуа
Атилиу-Вивакуа (порт. Atílio Vivácqua) — муниципалитет в Бразилии, входит в штат Эспириту-Санту. Составная часть мезорегиона Юг штата Эспириту-Санту. Входит в экономико-статистический микрорегион Кашуэйру-ду-Итапемирин. Население составляет 9368 человек на 2005 год. Занимает площадь 227км². Плотность населения — 36,74 чел./км².
Покровителем города считается Святой Антоний.

## История
Город основан 10 апреля 1963 года.

## Статистика
- Индекс развития человеческого потенциала на 2000 составляет 0.728 (данные: Программа развития ООН).